# نيكلاس زولكياك
نيكلاس زولكياك (بالألمانية: Niklas Zulciak)‏ (3 فبراير 1994 بفرانكفورت في ألمانيا - ) هو لاعب كرة قدم ألماني في مركز الهجوم. لعب مع لخ بوزنان.

## وصلات خارجية
- نيكلاس زولكياك على موقع قاعدة بيانات كرة القدم.إي يو (الإنجليزية)
- نيكلاس زولكياك على موقع Soccerway.com (الإنجليزية)
- نيكلاس زولكياك على موقع عالم كرة القدم.نت (الإنجليزية)
- نيكلاس زولكياك على موقع AS.com (الإسبانية)